# Carney Lansford
Carney Ray Lansford (né le 7 février 1957 à San José, Californie, États-Unis) est un ancien joueur de troisième but ayant joué dans les Ligues majeures de baseball pendant 15 saisons, de 1978 à 1992. 
Il a passé la plupart de ces années avec les Athletics d'Oakland et a remporté le championnat des frappeurs de la Ligue américaine pour les Red Sox de Boston en 1981.

## Carrière
Carney Lansford est un choix du 3e tour des Angels de la Californie en 1975. Il fait ses débuts dans les majeures le 8 avril 1978.
Après trois saisons chez les Angels, il est échangé aux Red Sox de Boston. À sa première saison avec eux, il décroche le championnat des frappeurs de la Ligue américaine avec une moyenne au bâton de,336.
L'émergence de Wade Boggs chez les Red Sox force l'équipe à se départir de Lansford, qui passe à Oakland en décembre 1982. C'est le début d'une association de 10 ans entre le joueur de troisième but et les Athletics.
Il connaît plusieurs bonnes saisons chez les A's, frappant souvent au deuxième rang du rôle offensif durant les années de Rickey Henderson.
En 1862 parties dans les majeures, Carney Lansford a frappé 2074 coups sûrs, marqué 1007 points et en a produit 874. Sa moyenne au bâton en carrière s'élève à ,290. Il a été invité au match des étoiles du baseball majeur en 1988 et a remporté un Bâton d'argent en 1981. Il a participé trois années de suite à la Série mondiale avec les A's et fait partie de l'équipe championne de la Série mondiale 1989. Il a maintenu une moyenne de,305 en huit séries éliminatoires.

## Après-carrière
Carney Lansford est l'instructeur de banc adjoint à Tony La Russa chez les Athletics d'Oakland en 1994-1995 et chez les Cardinals de Saint-Louis en 1997-1998. Il est instructeur à temps partiel chez les Cardinals au cours de la saison 1996.
En 1999, il est manager en ligues mineures des Trappers d'Edmonton, le club-école de niveau AAA des Angels d'Anaheim. Par la suite, Lansford se retire du baseball professionnel pour plusieurs années afin de se consacrer à ses enfants. Il revient au baseball mineur en 2007 comme entraîneur des frappeurs des Sky Sox de Colorado Springs, le club-école AAA des Rockies du Colorado dans la Ligue de la côte du Pacifique.
Carney Lansford est en 2008 et 2009 entraîneur des frappeurs des Giants de San Francisco. En octobre 2010, il est engagé par les Rockies du Colorado pour remplir les mêmes fonctions avec ce club à partir de la saison de baseball 2011. Il perd son poste après la difficile saison 2012 des Rockies alors que le club congédie plusieurs instructeurs ainsi que le gérant Jim Tracy.

## Vie personnelle
Ses fils Jared Lansford a joué dans les ligues mineures comme lanceur dans l'organisation des Athletics d'Oakland de 2005 à 2011. Son fils Josh, lanceur et joueur de troisième but, a évolué de 2006 à 2011 en ligues mineures avec des clubs affiliés aux Cubs de Chicago et aux Athletics.
Son frère Joe Lansford a passé plusieurs saisons dans les ligues mineures et a joué brièvement dans les majeures avec les Padres de San Diego.
En 1994, Carney Lansford a effectué un caméo dans le film de Disney Angels in the Outfield.

## Palmarès
- Champion frappeur de la Ligue américaine en 1981.
- Gagnant d'un Bâton d'argent en 1981.
- A participé au match des étoiles en 1988.
- A participé à trois Séries mondiales (1988-1990).
- Champion de la Série mondiale avec Oakland en 1989.